# Akdong Musician
Akdong Musician (kor. 악동뮤지션, kurz: AKMU) ist ein südkoreanisches K-Pop-Duo der dritten K-Pop-Generation unter YG Entertainment, welches nach dem Sieg in einer Fernsehsendung debütierte. Das Duo besteht aus Lee Chan-hyuk und Lee Soo-hyun.

## Geschichte

### 2012-2013: K-Pop Star
Lee Chan-hyuk und Lee Soo-hyun lebten mit ihren Eltern in der Mongolei für ungefähr 5 Jahre, bevor sie nach Südkorea zurückkamen und mit ihrer Musikkarriere begannen. Die beiden wurden von ihrer Mutter zuhause unterrichtet. Die beiden Geschwister, welche sich Akdong Musician nannten, wurden Teil der Proteurment Agentur. Unter der Firma machten sie mehrere Bühnenauftritte und veröffentlichten sogar einen Originalsong namens „Galaxy“, der später als Soundtrack für eine Samsung Galaxy S4-Werbung verwendet wurde.
Im August 2012, nahm das Duo an den Vorproben von „K-Pop Star 2“ teil, die in der Jamsil Arena in Seoul (Südkorea) stattfanden. Die zwei bestanden die Vorrunde und ihnen wurde erlaubt in der ersten Runde der Show zu spielen. In dieser Runde sangen sie ein Cover von Miss As „Breathe“ und ebenfalls ein Originallied mit dem Titel „Do not cross your legs“. Ein Mitglied der Jury, Park Jin-young, Gründer und ehemaliger CEO von JYP Entertainment, lobte die Bindung zwischen den Geschwistern und den Techniken, die sie in ihre Auftritte integriert hatten. Sänger und Vertreterin von SM Entertainment „BoA“ hat das Originallied der beiden hervorgehoben und lobte den Text von diesem. Während Yang Hyun-suk, Gründer und CEO von YG Entertainment die beiden als „wahre Künstler“ von den Leuten, die für die Show vorgesprochen hatten. Das Duo erhielt weiterhin positive Reaktionen von der Jury bis nach ihrer zweiten Leistung in der dritten Runde. Die Jury wies darauf hin, dass ihr Mangel an Selbstvertrauen der Hauptgrund für ihre eher schlechten Leistungen in den darauf folgenden Runden war. Trotzdem gewannen sie schließlich den Wettbewerb.
Einiger deren Originallieder während des Wettbewerbs wurden unter LOEN Entertainment veröffentlicht. „You are Attractive“, zum Beispiel, wurde am 12. Dezember veröffentlicht und erreichte damit sofort den ersten Platz in den Gaon Charts. Obwohl sie nach dem Wettbewerb nicht unter einer Unterhaltungsagentur unterzeichnet wurden, nahmen sie an einigen Werbespots teil und komponierten mehrere Lieder. Einer dieser Songs war „I Love You“ für die Fernsehserie All About My Romance.
Am 24. Mai 2013, einen Monat nach dem Sieg von K-Pop Star 2, haben die Geschwister einen exklusiven Vertrag mit YG Entertainment unterschrieben.

### 2014-2015: Debüt mit Play und das erste Konzert
Akdong Musicians Debüt-Album Play wurde am 7. April digital veröffentlicht und physikalisch am 9. April, 12 Monate nach dem Sieg in K-Pop Star 2. Das Album Play hat 11 Lieder welche alle von Lee Chan-hyuk geschrieben und produziert wurden. Das Album hat 3 Titellieder, welche jeweils ein eigenes Musikvideo haben. Das erste Lied „200%“ wurde von Lee Yang-suk ausgewählt. Und das zweite Lied wurde von Akdong Musician selbst ausgewählt, dieses heißt „Melted“. Das dritte Lied „Give Love“ wurde von den Fans entschieden. Das Album hat Platz 1 in den Gaon Charts erreicht und landete auf Platz 2 in den Billboard US World Album Charts. Akdong Musicians Debüt Bühne war bei K-Pop Star 3 am 6. April.
Das Musikvideo „200%“ wurde am 7. April mit dem digitalen Album veröffentlicht. Kurz nach der Veröffentlichung landete es in den Charts, die anderen Lieder des Albums waren ebenfalls ziemlich hoch platziert. Das Musikvideo für „Melted“ wurde am 14. April veröffentlicht. Das dritte und letzte Lied war „Give Love“, welches nach „200%“ und „Melted“ am höchsten platziert war. Das Mostukvideo für „Give Love“ wurde am 2. Mai veröffentlicht.
Am 16. Juni nahm Akdong Musician am Cover-Projekt von YG Family teil und veröffentlichte ein Cover von Taeyangs „Eyes, Nose, Lips“.
Akdong Musicians erste live Konzert Tour nams „AKMU Camp“ war vom 21-23. November in der Blue Square Samsung Card Hall, Hannam-dong, Seoul.
Am 10. Oktober, veröffentlichte Akdong Musician eine digitale Single namens „Time and Fallen Leaves“ (kor: 시간과 낙엽; RR: Sigan-gwa Nagyeop), welches von Lee Chan-hyuk geschrieben und produziert wurde. Eigentlich sollte dies der Titelsong von Play sein, wurde aber bis Oktober zurückgehalten, weil es besser zu der Jahreszeit Herbst passte. Das Lied erreichte auch wieder Platz 1 der Major Real-Time Music Charts. Ebenfalls erreichte es wieder Platz 1 der wöchentlichen Gaon Digital Charts. Das Lied hat kein Musikvideo erhalten, damit die Zuhörer eine eigene Geschichte hineininterpretieren können.
Am 5. November wurde gesagt, dass Lee Soo-hyun ein Teil der YG Family sub-unit „Hi Suhyun“ mit Lee Hi sein sollte. Deren Debüt-Single „I’m Different“ (kor: 나는 달라), wurde am 11. November digital veröffentlicht.
Am 9. Oktober 2015 veröffentlichte Akdong Musician das Lied „Like Ga, Na, Da“ (kor: 가나다같이) gemeinsam mit einem spezialen Video in Kooperation mit Koreas „Hangul Day“. Das Lied ist eine gemeinsame Produktion von YG Entertainment und Woori Card im Rahmen einer offiziellen Hangul Day Kampagne.

### Seit 2016: Puberty Reihe und Auszeit
Am 4. Mai 2016 veröffentlichten Akdong Musician deren erste EP names Spring (kor: 사춘기 상), welches die Erste Aufnahme der ersten Album Serie namens Puberty war. Das Album wurde mit den zwei Singles „Re-Bye“ und „How People Move“ repräsentiert. Am 26. April veröffentlichten Akdong Musician einen Kurzfilm um deren Comeback anzukündigen. Dieser Kurzfilm beginnt in einer fantasieähnlichen Welt, bis sich die Dinge zu einem dunklen und gruseligen Ende wenden. Nach der Veröffentlichung des Albums am 4. Mai debütierten fünf Songs in den Top 10 der Gaon Digital Charts, wobei „Re-Bye“ zu einem Chart-Topper wurde. Billboard nannte Spring das viertbeste K-Pop-Album des Jahres.
Um Spring zu promoten, hielt Akdong Musician ein Mini-Konzert im Seoul Forst Park vor 10.000 Menschen auf. Das Duo hat den Rest des Jahres damit verbracht, in ganz Asien aufzutreten.
Nach Spring Vol. 1, wurde bestätigt, dass am 22. Dezember einen Kurzfilm namens „Spring To Winter“ veröffentlicht wird, dass deren neuen Album promoten wird. Das zweite Album der Serie Puberty. Der Kurzfilm wurde am 1. Januar 2017 veröffentlicht. In dem Kurzfilm wird Akdong Musician selbst dargestellt, wie die zwei gegeneinander argumentieren und sich auflösen. Während im Hintergrund die Lieder des neuen Albums als Soundtrack fungieren.
Am 24. Dezember 2016 wurde angekündigt, dass ihr zweites Themenalbum Winter am 3. Januar 2017 erscheinen wird. Dieses Album enthält acht Tracks. „Last Goodbye“ (kor: 오랜 날 오랜 밤) und „Reality“ (kor: 리얼리티) werden als Singles veröffentlicht. Winter debütierte in den Top 10 der Gaon Album Charts. „Last Goodbye“ wurde der zweitbeste Song in der ersten Hälfte des Jahres 2017 in Südkorea. Das Duo begann dann eine südkoreanische Tournee mit Konzerten in sieben Städten landesweit, darunter acht ausverkaufte Konzerte in Seoul.
Am 15. März 2017 veröffentlichten Akdong Musician eine digitale single in Kooperation mit Yang Hee-eun namens „The Tree“ (kor: 나무).
Am 20. Juli 2017 veröffentlichten Akdong Musician deren erstes single Album namens Summer Episode, mit zwei Titelsongs namens „Dinosaur“ and „My Darling“. Bemerkenswert ist, dass die Single „Dinosaur“ das erste Mal ist, dass das Duo mit dem EDM-Genre experimentiert, während „My Darling“ ein fröhlicher akustischer Track ist.
Am 13. September 2017 bestätigte YG, dass Chan-hyuk vom 18. September an, seinen Wehrdienst abschließen muss. Bis zu dem Abschluss davon, macht Akdong Musician eine Pause. Soo-hyun wird als Solo Artist und Schauspielerin weitermachen.
Am 4. Juni 2018 wurde Lee Soo-hyun ein Radio-DJ für KBS Cool FM, Volume Up.

## Mitglieder
- Lee Chan-hyuk (kor: 이찬혁) – führender Gesang, Songschreiber, Komponist, Produzent
- Lee Soo-hyun (kor: 이수현) – Sängerin

## Diskografie
Studioalben

| Jahr | Titel Musiklabel                     | Höchstplatzierung, Gesamtwochen, AuszeichnungChartsChartplatzierungen (Jahr, Titel, Musiklabel, Platzierungen, Wochen, Auszeichnungen, Anmerkungen) | Anmerkungen                                            |
| Jahr | Titel Musiklabel                     | KR | Anmerkungen                                            |
| ---- | ------------------------------------ | --- | ------------------------------------------------------ |
| 2014 | Play YG Entertainment, Genie Music   | KR1 (69 Wo.)KR | Erstveröffentlichung: 7. April 2014 Verkäufe: + 37.541 |
| 2017 | Winter YG Entertainment, Genie Music | KR8 (17 Wo.)KR | Erstveröffentlichung: 3. Januar 2017 Verkäufe: + 8.295 |
| 2019 | Sailing YG Entertainment, YG Plus    | KR4 (11 Wo.)KR | Erstveröffentlichung: 25. September 2019               |